# Ренан, Бруно
Бру́но Рена́н Тромбе́ли (порт.-браз. Bruno Renan Trombelli; 19 апреля 1991, Маринга, Парана, Бразилия) — бразильский футболист, полузащитник клуба «3 Февраля».

## Биография

### Клубная карьера
В 2005 году, когда ему было 14 лет он пошёл в футбольную школу клуба «Гремио», где занимался до 2009 года.
Летом 2009 года был куплен испанским «Вильярреалом», вместе с Тиаго Дутра, другим игроком из «Гремио». Испанцы за обоих футболистов заплатили 1 млн 800 тысяч евро. Также им интересовались итальянский «Милан» и английские клубы «Челси» и «Ливерпуль». За «Вильярреал», как и за вторую команду в официальных матча Бруно так и не сыграл. Всему виной лимит на легионеров в испанской Сегунде, в этом турнире может выступать не больше трёх выходцев не из стран Европейского союза. Таким образом, «Вильярреал» отдал Бруно в аренду в «Гремио», где он провёл следующие два года. В 2009 стал чемпионом Бразилии среди футболистов не старше 20 лет. В мае 2010 года им интересовался итальянский «Палермо».
31 августа 2010 года подписал пятилетний контракт с донецким «Шахтёром», клуб за него заплатил 2 млн евро. Главным тренером клуба являлся Мирча Луческу, в том сезоне кроме Бруно Ренана в составе команды было ещё 6 бразильцев.
В основном составе клуба дебютировал 27 октября 2010 года в игре на Кубок Украины на стадии 1/8 финала в матче против «Полтавы» (0:2), Бруно вышел на 59 минуте вместо Луиса Адриано. В Премьер-лиге Украины дебютировал 14 мая 2011 года в предпоследнем 29 туре, в выездном матче против полтавской «Ворсклы» (1:1), Бруно вышел на 73 минуте вместо Дугласа Косты.
В сезоне 2010/11 Бруно Ренан в основном выступал за дублирующий состав «Шахтёра» в молодёжном первенстве Украины, тогда дубль «Шахтёра» стал победителем этого турнира, Бруно сыграл в 15 матчах, в которых забил 4 мяча. «Шахтёр» по итогам сезона 2010/11 стал чемпионом и обладателем Кубка Украины.
В июне 2011 года прошёл просмотр в луганской «Заре», после чего перешёл в стан команды на правах аренды.
В мае 2014 года расторг контракт с «Шахтёром». Своё решение мотивировал нестабильной ситуацией на Украине. Карьеру продолжил в бразильском клубе «Пелотас». После выступал за бразильские клубы «Маринга», «Америка» (Натал) и «Рио-Бранко».
В декабре 2017 года подписал контракт с парагвайской командой «3 Февраля».

### Карьера в сборной
Привлекался к играм за юношескую сборную Бразилии.

## Характеристика игры
Бруно играет на позиции полузащитника, часто оборонительного плана. Бьющая нога — правая. Он хорошо играет в отборе, умеет развить атаку. Обладает хорошей техникой владения мяча.

## Достижения
- Чемпион Украины: 2010/11
- Обладатель Кубка Украины: 2010/11
- Победитель молодёжного чемпионата Украины: 2010/11